# Пилипенко Наталія Григорівна
Пилипенко Наталія Григорівна (нар. 07 січня 1969) — підполковник медичної служби Командування медичних сил Збройних сил України. Заступник начальника Запорізького військового госпіталю з медичної частини. Лікар-невролог. Відзначилася у ході російського вторгнення в Україну.
З 2022 року керує структурними підрозділами військового госпіталю. Сформувала й організувала роботу декількох лікарсько-сестринських бригад безпосередньо на передній лінії зіткнення. Забезпечила методологічні та практичні умови для підвищення й удосконалення професійного рівня лікарської практики для лікарів хірургічного і терапевтичного профілю з медичних закладів Збройних Сил України та організувала підготовку фахівців тактичної медицини. Приймає активну участь в організації евакуації поранених для подальшого лікування.

## Життєпис
Працювала дільничим лікарем в міській лікарні м.Полтави. Проходила військову службу на посаді начальника медичної служби та медичного пункту.
З 1999 року — на посаді ординатора терапевтичного відділення, лікар-невролог, м. Запоріжжя.
З 2013 року — заступник начальника поліклініки — начальник відділення.
З 2014 року — заступник начальника Запорізького військового госпіталю з медичної частини.
Одружена, має доньку.  

## Нагороди
1. Орден княгині Ольги III ступеня[3]
2. Медаль Запорізької облдержадміністрації «За розвиток Запорізького краю»[4]
3. Медаль Міністерства Оборони України «Ветеран служби»
4. Відзнака Президента України «За оборону України»
5. «Хрест турботи» — відзнака Запорізького військового госпіталю.